# Sunshine
Sunshine és una pel·lícula britànica de ciència-ficció dirigida per Danny Boyle, estrenada el 2007.

## Argument
El 2057, el sol mor apagant-se a poc a poc. Una nau amb una tripulació de vuit astronautes és enviat a l'espai per intentar revifar-lo. Aquesta missió, Icarus II, té per objectiu despatxar una càrrega termonuclear d'una massa equivalent a l'illa de Manhattan al cor del sol. Set anys abans, la humanitat havia tingut un primer fracàs amb la desaparició misteriosa d'Icarus I, la primera nau enviada amb aquest objectiu. Aquesta segona missió és l'última esperança de la humanitat, ja que ha esgotat tots els isòtops fusibles de la Terra en la fabricació de la bomba.
A prop de Mercuri, l'oficial de les comunicacions capta un senyal d'angoixa, aparentment de l'Icarus I, 7 anys després de la seva desaparició.

## Crítica
L'oscaritzat Danny Boyle (Slumdog Millionaire) va tornar a comptar amb un guió d'Alex Garland després dels de The Beach i 28 Days Later per a aquesta producció de 26 milions de lliures esterlines i amb un repartiment plagat de cares conegudes. El cineasta va trobar tan esgotadora la tasca de dirigir una pel·lícula de ciència-ficció que, en acabar-la, va assegurar que no es veia capaç de repetir l'experiència.

## Repartiment
- Rose Byrne: Cassie
- Cillian Murphy: Capa
- Michelle Yeoh: Corazon
- Chris Evans: Mace
- Hiroyuki Sanada: Kaneda
- Troy Garity: Harvey
- Mark Strong: Pinbacker
- Benedict Wong: Treys
- Cliff Curtis: Searle

## Resultats al Box Office
Malgrat l'acollida favorable de la crítica, el film es va saldar amb un resultat comercial més aviat decebedor: els 32 milions de dòlars de recaptació no van cobrir el pressupost del rodatge, que pujava als 40 milions.

## Relació amb altres pel·lícules
(Atenció: el que segueix explica moments claus de la intriga de la pel·lícula.)
Sunshine s'inspira i ret homenatge a clàssics de la ciència-ficció de la qual es pot fer una llista no exhaustiva:
- 2001: una odissea de l'espai: per a l'estètica general i l'ordinador central que recorda HAL 9000.
- Alien: per a les discussions entre astronautes i l'aparició d'un passatger desconegut (Pinbacker), així com per una rèplica, en l'entrada en Icarus I.
- Solaris: per a la influència quasi hipnòtica que el sol exerceix sobre els astronautes a semblança del planeta Solaris.
- Cube: el final s'assembla molt al de Cube , tant d'un punt de vista estètic (el cub en ell mateix) com de guió (a Sunshine , Cassie se sacrifica per detenir Pinbacker i permetre a Capa de finalitzar de la missió; a Cube , Worth arresta Quentin, que s'ha tornat boig, per permetre a Kazan (l'autista) sortir del Cub).